# 제르주의 캉통

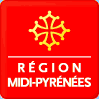

프랑스 제르주에는 총 17개의 캉통이 속해 있다. 2015년 3월 행정구역 총개편으로 인해 현재는 다음과 같이 설치되어 있다.
- 아두르제르수아즈
- 아르마냐크테나레즈
- 아스타라크지몬
- 오슈 1
- 오슈 2
- 오슈 3
- 바이즈아르마냐크
- 페장사크
- 플뢰랑스로마뉴
- 가스코뉴오시텐
- 지몬아라
- 그랑바자르마냐크
- 릴주르댕
- 레크투르로마뉴
- 미랑드아스타라크
- 파르디아크리비에르바스
- 발드사브